# Clouds
Clouds é o segundo álbum de estúdio da cantora e compositora canadense Joni Mitchell, lançado em 1 de maio de 1969, por intermédio da Reprise Records. Contendo canções com harmonias musicais sofisticadas e incomuns, que caminham sob uma temática amorosa, além de outros temas, alcançou a 22ª posição no Canadá e a 31ª posição nos Estados Unidos.

## Lista de faixas
Todas as faixas escritas e compostas por Joni Mitchell. 
| Lado A |                              |         |  |
| N.º    | Título                       | Duração |  |
| 1.     | "Tin Angel"                  | 4:09    |  |
| 2.     | "Chelsea Morning"            | 2:35    |  |
| 3.     | "I Don't Know Where I Stand" | 3:13    |  |
| 4.     | "That Song About the Midway" | 4:38    |  |
| 5.     | "Roses Blue"                 | 3:52    |  |

| Lado B |                                |         |  |
| N.º    | Título                         | Duração |  |
| 1.     | "The Gallery"                  | 4:12    |  |
| 2.     | "I Think I Understand"         | 4:28    |  |
| 3.     | "Songs to Aging Children Come" | 3:10    |  |
| 4.     | "The Fiddle and the Drum"      | 2:50    |  |
| 5.     | "Both Sides, Now"              | 4:32    |  |

## Créditos
- Henry Lewy: engenharia de mixagem
- Joni Mitchell: composição, direção de arte, violão, teclados, vocais e produção
- Paul A. Rothchild: produção
- Stephen Stills: baixo, violão
- Ed Thrasher: direção de arte